# Kálnokyové z Kőröspataku
Kálnokyové z Kőröspataku (Kálnoky von Kőröspatak) jsou šlechtický rod původem ze Sedmihradska. Od roku 1697 jim náleží titul uherských hrabat. Z původně bohatě rozvětveného rodu existuje dodnes jen jedna linie, která se v 19. století usadila na Moravě, kde byly jejími sídly zámky v Letovicích a v Brodku u Prostějova. Z této linie pochází také nejvýznamnější osobnost rodu, dlouholetý rakousko-uherský ministr zahraničí hrabě Gustav Kálnoky (1832–1898). 

## Dějiny rodu

### Sedmihradská větev
Rod se připomíná již v 11. století v oblasti kolem Brašova v Sedmihradsku (dnešní Rumunsko), v roce 1252 se uvádějí již se šlechtickým titulem. V Sedmihradsku později získali značně rozsáhlý majetek a vybudovali zde hlavní rodové sídlo ve Valea Crișului (maďarsky Sepsikőröspatak, odtud také pochází rodový přídomek z Kőröspataku). Později z rodu vynikl Samuel Kálnoky (1640–1706), který dosáhl hodnosti kancléře v Sedmihradsku, v roce 1697 byl povýšen na hraběte a poslední léta života strávil ve Vídni jako blízký poradce císaře Leopolda. Proslul též jako historik a na vlastní náklady vydal několik dodnes zásadních děl k dějinám Sedmihradska.
Ze Samuelova potomstva vynikl vnuk Antonín Kálnoky (1707–1783), který sloužil v armádě a vyznamenal se za sedmileté války, zasloužil se také o přestavbu rodového sídla v Sepsikőröspataku. Antonínův nejmladší syn Tomáš zemřel na následky zranění v Bitvě u Štěrbohol v roce 1757, starší syn Ludvík Štěpán Kálnoky (1743–1793) stál u zrodu dvou rodových linií, moravské a sedmihradské. Posledním představitelem sedmihradské větve byl hrabě Felix Kálnoky (1824–1889), potomstvo moravské větve žije dodnes.

## Kálnokyové na Moravě v 19. a 20. století
V potomstvu Ludvíka Štěpána se jedna linie Kálnokyů během 19. století usadila na Moravě, členové rodu se aktivně zapojili do veřejného dění v Letovicích a v Brodku u Prostějova. Ludvík Štěpán Kálnoky se v roce 1764 ve Vídni oženil s hraběnkou Marií Eleonorou von Blümegen (1744–1821), jejíž rodina tehdy patřila k elitě politického a společenského života na Moravě. Blümegenovský majetek v Letovicích připadl Kálnokyům oficiálně až v roce 1820, již předtím zde ale členové rodu pobývali a lázně Andělka u Letovic nesou jméno hraběnky Marie Anny Engelové z Wagrainu (1770–1832), manželky Jindřicha Antonína Kálnokyho (1765–1822).
V následující generaci rozšířil rodový majetek na Moravě Gustav Josef Kálnoky (1799–1884), který sňatkem s hraběnkou Isabelou Schrattenbachovou (1809–1875) získal panství Brodek u Prostějova. Z jejich manželství se narodilo čtrnáct dětí, dědicem Letovic se stal syn Alexandr Kálnoky (1830–1905), generálmajor a c. k. komoří, který se v roce 1885 stal i čestným občanem Letovic. Zemřel svobodný a majetek po něm zdědil nejmladší bratr Hugo Kálnoky (1844–1928), c.k. tajný rada, generálmajor, doživotní člen rakouské panské sněmovny. Ten po odchodu z aktivní vojenské služby střídal pobyt ve Vídni a v Letovicích, po roce 1918 se nakonec trvale usídlil na zámku v Letovicích. Hugův syn Gustav Kálnoky (1892–1979) podepsal v září 1939 společně se svými švagry Karlem a Jindřichem Belcrediovými Národnostní prohlášení české a moravské šlechty.
Další z bratrů Béla Kálnoky z Kőröspataku (1839–1880) převzal panství Brodek u Prostějova a jako poslanec Moravského zemského sněmu patřil k významným osobnostem veřejného života na Moravě.
Z potomstva Gustava Josefa vynikl třetí syn Gustav Zikmund Kálnoky (1832–1898), který po krátké službě v armádě vstoupil do diplomatických služeb, byl vyslancem v Dánsku, velvyslancem v Rusku a nakonec v letech 1881–1895 nejdéle sloužícím rakousko-uherským ministrem zahraničních věcí. Brodek přešel ve 20. století sňatkem na rod Belcrediů, posledním majitelem velkostatku Letovice byl Alexandr Kálnoky (1888–1965), kterému byl majetek po roce 1945 zkonfiskován. Jeho syn Alexandr Kálnoky (1924–2017) požádal v roce 1992 o vrácení zámku v Letovicích. Proces se protáhl na několik let, nakonec Krajský soud v Brně uznal, že Kálnokyové měli československé občanství a neprovinili se proti republice, v roce 2001 jim proto byl zámek v Letovicích vydán. Náročné rekonstrukce zdevastovaného zámku se nakonec Kálnoky vzdal a v roce 2004 Letovice prodal. Potomstvo Alexandra Kálnokyho žije v Austrálii, zatímco jeho mladší bratr Alois Kálnoky (1931–2022) žil s rodinou v Číčově na Slovensku. Zdejší zámek získali Kálnokyové v roce 1905 dědictvím po Valdštejnech, po roce 1989 jim byl vrácen v restitučním řízení.